# 유전자 변형 작물
유전자 변형 작물(Genetically modified crops, GM 작물)은 농업에 사용되는 식물로, 유전공학 방법을 사용하여 DNA를 변형한 것이다. 식물 게놈은 물리적 방법이나 T-DNA 바이너리 벡터에 호스팅된 서열 전달을 위한 아그로박테리움을 사용하여 조작할 수 있다. 대부분의 경우 목표는 종에서 자연적으로 발생하지 않는 새로운 특성을 식물에 도입하는 것이다. 식용 작물의 예로는 특정 해충, 질병, 환경 조건에 대한 저항성, 부패 감소, 화학적 처리에 대한 저항성(예: 제초제에 대한 저항성) 또는 작물의 영양 프로필 개선이 포함된다. 비식용 작물의 예로는 의약품, 바이오 연료 및 기타 산업적으로 유용한 제품의 생산과 생물학적 정화가 포함된다.
농민들은 GM 기술을 널리 채택해 왔다. 면적은 1996년 170만 헥타르에서 2016년 1억 8,510만 헥타르로 증가했으며 이는 전 세계 농경지의 약 12%에 해당한다. 2016년 현재 주요 작물(대두, 옥수수, 캐놀라, 목화) 특성은 제초제 저항성(9,590만 헥타르), 해충 저항성(2,520만 헥타르) 또는 둘 다(5,850만 헥타르)로 구성된다. 2015년에는 5,360만 헥타르의 유전자 변형 옥수수가 재배되었다(옥수수 작물의 거의 1/3). GM 옥수수는 이전 옥수수보다 성능이 뛰어났다. 마이코톡신(-28.8%), 푸모니신(-30.6%) 및 트리코테센스(-36.5%)가 적고 수확량이 5.6~24.5% 더 높았다. 비표적 유기체는 해충 숙주인 유럽 옥수수 천공충의 개체수 감소로 인한 일부 기생 말벌의 개체수 감소를 제외하고는 영향을 받지 않았다. 유럽 옥수수 천공충은 나비목 활성 Bt 옥수수의 표적이다. 리그닌 함량과 같은 생지화학적 매개변수는 변동이 없었지만, 바이오매스 분해는 더 높았다.
2014년 메타 분석에서는 GM 기술 채택으로 화학 살충제 사용이 37% 감소하고, 작물 수확량이 22% 증가했으며, 농민 이익이 68% 증가했다고 결론지었다. 이러한 살충제 사용 감소는 생태학적으로 유익하지만 남용으로 인해 유익이 줄어들 수 있다. 제초제 저항성 작물보다 해충 저항성 작물의 수확량 증가와 살충제 감소가 더 컸다. 선진국보다 개발도상국에서 수확량과 이윤이 더 높다. 인도에서만 농약 중독이 연간 240만~900만 건 감소했다. 인도의 Bt 면화 채택과 농민 자살 사이의 관계에 대한 2011년 검토에서는 "이용 가능한 데이터는 농민 자살의 '재발'에 대한 증거를 보여주지 않으며" "Bt 면화 기술은 인도 전체에서 매우 효과적이었다."라고 밝혔다. 인도에 Bt 면화가 도입된 기간 동안 농민의 자살은 25% 감소했다.
현재 이용 가능한 GM 작물에서 파생된 식품은 기존 식품보다 인간 건강에 더 큰 위험을 초래하지 않지만 각 GM 식품은 도입하기 전에 사례별로 테스트해야 한다는 과학적 합의가 있다. 그럼에도 불구하고 일반 대중은 과학자들에 비해 GM 식품이 안전하다고 인식할 가능성이 훨씬 적다. GM 식품의 법적, 규제적 지위는 국가마다 다르며, 일부 국가에서는 이를 금지하거나 제한하고 있으며, 다른 국가에서는 다양한 규제 수준으로 허용하고 있다.
그러나 반대자들은 환경 영향, 식품 안전, 식량 수요를 해결하기 위해 GM 작물이 필요한지 여부, 개발도상국 농민들이 충분히 접근할 수 있는지 여부, 작물에 지적재산권법 적용에 대한 우려 등을 이유로 GM 작물에 반대해 왔다. 안전 문제로 인해 유럽 19개국을 포함해 38개국이 공식적으로 재배를 금지했다.

## 같이 보기
- 식량 안전 보장